# 2010-es Formula–1 ausztrál nagydíj
Az ausztrál nagydíj volt a 2010-es Formula–1 világbajnokság második futama, amelyet 2010. március 26-a és 28-a között rendeztek meg az ausztráliai Melbourne Grand Prix Circuiten, Melbourne-ben.

## A nagydíj előtt
Néhány csapat az eseményre való felkészülés során módosította autóit. A Virgin Racing engedélyt kapott a Formula–1 irányító testületétől, az FIA-tól, hogy módosítsa autója üzemanyagtartályának méretét, mert a kapacitásuk nem volt elég nagy ahhoz, hogy pilótáik teljesíteni tudják a teljes versenytávot, továbbá a futómű csak a május 9-i Spanyol Nagydíjon lett készen.
A McLarennek módosítania kellett a diffúzorok nyitását az FIA szabálymagyarázatát követően. A csapatot a stewardok arra is felkérték, hogy módosítsák az első szárnyvéglemezeik konfigurációját egy biztonságosabb lekerekített formára Ausztráliára. A Sauber lett az első csapat, amely bemutatta a McLaren F-csőrendszerének saját változatát, bár a levegőt a karosszéria szárnyának fő részére irányították, maga az F-csatorna pedig az autó oldaltartóira került.

## Szabadedzések

### Első szabadedzés
Az ausztrál nagydíj első szabadedzését március 26-án, pénteken tartották, közép-európai idő szerint 02:30 és 04:00 óra között.
| Helyezés | Versenyző          | Csapat/Motor         | Elért idő | Különbség | Futott kör |
| -------- | ------------------ | -------------------- | --------- | --------- | ---------- |
| 1        | Robert Kubica      | Renault              | 1:26,927  | −         | 22         |
| 2        | Nico Rosberg       | Mercedes             | 1:27,126  | + 0,199   | 18         |
| 3        | Jenson Button      | McLaren-Mercedes     | 1:27,482  | + 0,555   | 22         |
| 4        | Felipe Massa       | Ferrari              | 1:27,511  | + 0,584   | 18         |
| 5        | Sebastian Vettel   | Red Bull-Renault     | 1:27,686  | + 0,759   | 23         |
| 6        | Fernando Alonso    | Ferrari              | 1:27,747  | + 0,820   | 21         |
| 7        | Lewis Hamilton     | McLaren-Mercedes     | 1:27,793  | + 0,866   | 22         |
| 8        | Sébastien Buemi    | Toro Rosso-Ferrari   | 1:28,014  | + 1,087   | 21         |
| 9        | Vitalij Petrov     | Renault              | 1:28,114  | + 1,187   | 25         |
| 10       | Vitantonio Liuzzi  | Force India-Mercedes | 1:28,192  | + 1,265   | 18         |
| 11       | Paul di Resta      | Force India-Mercedes | 1:28,537  | + 1,610   | 25         |
| 12       | Michael Schumacher | Mercedes             | 1:28,550  | + 1,623   | 19         |
| 13       | Jaime Alguersuari  | Toro Rosso-Ferrari   | 1:28,572  | + 1,645   | 21         |
| 14       | Mark Webber        | Red Bull-Renault     | 1:28,683  | + 1,756   | 22         |
| 15       | Pedro de la Rosa   | Sauber-Ferrari       | 1:29,465  | + 2,538   | 13         |
| 16       | Rubens Barrichello | Williams-Cosworth    | 1:29,712  | + 2,785   | 18         |
| 17       | Nico Hülkenberg    | Williams-Cosworth    | 1:30,249  | + 3,322   | 26         |
| 18       | Kobajasi Kamui     | Sauber-Ferrari       | 1:31,588  | + 4,661   | 5          |
| 19       | Jarno Trulli       | Lotus-Cosworth       | 1:31,652  | + 4,735   | 13         |
| 20       | Heikki Kovalainen  | Lotus-Cosworth       | 1:31,654  | + 4,737   | 26         |
| 21       | Lucas di Grassi    | Virgin-Cosworth      | 1:32,831  | + 5,904   | 25         |
| 22       | Bruno Senna        | HRT-Cosworth         | 1:33,401  | + 6,474   | 24         |
| 23       | Karun Chandhok     | HRT-Cosworth         | 1:34,251  | + 7,324   | 29         |
| 24       | Timo Glock         | Virgin-Cosworth      | 1:34,925  | + 7,998   | 8          |

### Második szabadedzés
Az ausztrál nagydíj második szabadedzését március 26-án pénteken futották, közép-európai idő szerint 06:30 és 08:00 óra között.
| Helyezés | Versenyző          | Csapat/Motor         | Elért idő  | Különbség | Futott kör |
| -------- | ------------------ | -------------------- | ---------- | --------- | ---------- |
| 1        | Lewis Hamilton     | McLaren-Mercedes     | 1:25,801   | −         | 13         |
| 2        | Jenson Button      | McLaren-Mercedes     | 1:26,076   | + 0,275   | 16         |
| 3        | Mark Webber        | Red Bull-Renault     | 1:26,248   | + 0,447   | 22         |
| 4        | Michael Schumacher | Mercedes             | 1:26,511   | + 0,710   | 16         |
| 5        | Vitalij Petrov     | Renault              | 1:26,732   | + 0,931   | 26         |
| 6        | Sébastien Buemi    | Toro Rosso-Ferrari   | 1:26,832   | + 1,031   | 29         |
| 7        | Adrian Sutil       | Force India-Mercedes | 1:26,834   | + 1,033   | 22         |
| 8        | Vitantonio Liuzzi  | Force India-Mercedes | 1:26,835   | + 1,034   | 17         |
| 9        | Rubens Barrichello | Williams-Cosworth    | 1:26,904   | + 1,103   | 25         |
| 10       | Nico Rosberg       | Mercedes             | 1:26,956   | + 1,155   | 22         |
| 11       | Robert Kubica      | Renault              | 1:27,108   | + 1,307   | 28         |
| 12       | Pedro de la Rosa   | Sauber-Ferrari       | 1:27,108   | + 1,307   | 25         |
| 13       | Kobajasi Kamui     | Sauber-Ferrari       | 1:27,455   | + 1,654   | 23         |
| 14       | Nico Hülkenberg    | Williams-Cosworth    | 1:27,545   | + 1,744   | 25         |
| 15       | Fernando Alonso    | Ferrari              | 1:29,025   | + 3,224   | 20         |
| 16       | Sebastian Vettel   | Red Bull-Renault     | 1:29,134   | + 3,333   | 19         |
| 17       | Felipe Massa       | Ferrari              | 1:29,591   | + 3,790   | 21         |
| 18       | Heikki Kovalainen  | Lotus-Cosworth       | 1:29,860   | + 4,059   | 15         |
| 19       | Jaime Alguersuari  | Toro Rosso-Ferrari   | 1:30,510   | + 4,709   | 43         |
| 20       | Jarno Trulli       | Lotus-Cosworth       | 1:30,695   | + 4,894   | 17         |
| 21       | Timo Glock         | Virgin-Cosworth      | 1:32,117   | + 6,316   | 9          |
| 22       | Lucas di Grassi    | Virgin-Cosworth      | idő nélkül |           | 2          |
| 23       | Karun Chandhok     | HRT-Cosworth         | idő nélkül |           | 1          |
| 24       | Bruno Senna        | HRT-Cosworth         | idő nélkül |           | 0          |

### Harmadik szabadedzés
Az ausztrál nagydíj harmadik szabadedzését március 27-én, szombaton tartották, közép-európai idő szerint 04:00 és 05:00 óra között.
| Helyezés | Versenyző          | Csapat/Motor         | Elért idő | Különbség | Futott kör |
| -------- | ------------------ | -------------------- | --------- | --------- | ---------- |
| 1        | Mark Webber        | Red Bull-Renault     | 1:24,719  | −         | 16         |
| 2        | Fernando Alonso    | Ferrari              | 1:24,929  | + 0,210   | 19         |
| 3        | Michael Schumacher | Mercedes             | 1:24,963  | + 0,244   | 17         |
| 4        | Sebastian Vettel   | Red Bull-Renault     | 1:25,122  | + 0,403   | 19         |
| 5        | Nico Rosberg       | Mercedes             | 1:25,366  | + 0,647   | 16         |
| 6        | Jenson Button      | McLaren-Mercedes     | 1:25,399  | + 0,680   | 20         |
| 7        | Lewis Hamilton     | McLaren-Mercedes     | 1:25,505  | + 0,786   | 14         |
| 8        | Adrian Sutil       | Force India-Mercedes | 1:25,525  | + 0,806   | 18         |
| 9        | Felipe Massa       | Ferrari              | 1:25,549  | + 0,830   | 20         |
| 10       | Vitantonio Liuzzi  | Force India-Mercedes | 1:25,782  | + 1,063   | 19         |
| 11       | Rubens Barrichello | Williams-Cosworth    | 1:25,852  | + 1,133   | 17         |
| 12       | Sébastien Buemi    | Toro Rosso-Ferrari   | 1:26,104  | + 1,385   | 21         |
| 13       | Robert Kubica      | Renault              | 1:26,184  | + 1,465   | 21         |
| 14       | Kobajasi Kamui     | Sauber-Ferrari       | 1:26,275  | + 1,556   | 21         |
| 15       | Jaime Alguersuari  | Toro Rosso-Ferrari   | 1:26,368  | + 1,649   | 17         |
| 16       | Vitalij Petrov     | Renault              | 1:26,661  | + 1,942   | 19         |
| 17       | Nico Hülkenberg    | Williams-Cosworth    | 1:26,804  | + 2,085   | 19         |
| 18       | Pedro de la Rosa   | Sauber-Ferrari       | 1:26,818  | + 2,099   | 18         |
| 19       | Heikki Kovalainen  | Lotus-Cosworth       | 1:29,539  | + 4,820   | 19         |
| 20       | Jarno Trulli       | Lotus-Cosworth       | 1:29,800  | + 5,081   | 16         |
| 21       | Lucas di Grassi    | Virgin-Cosworth      | 1:30,800  | + 6,081   | 18         |
| 22       | Timo Glock         | Virgin-Cosworth      | 1:31,114  | + 6,395   | 12         |
| 23       | Karun Chandhok     | HRT-Cosworth         | 1:34,634  | + 9,915   | 11         |
| 24       | Bruno Senna        | HRT-Cosworth         | 1:36,649  | + 11,930  | 8          |

## Időmérő edzés
Az ausztrál nagydíj időmérő edzését március 27-én, szombaton futották, közép-európai idő szerint 07:00 és 08:00 óra között.
| Helyezés | Versenyző          | Csapat/Motor         | 1. rész  | 2. rész  | 3. rész  |
| -------- | ------------------ | -------------------- | -------- | -------- | -------- |
| 1        | Sebastian Vettel   | Red Bull-Renault     | 1:24.774 | 1:24.096 | 1:23.919 |
| 2        | Mark Webber        | Red Bull-Renault     | 1:25.286 | 1:24.276 | 1:24.035 |
| 3        | Fernando Alonso    | Ferrari              | 1:25.082 | 1:24.335 | 1:24.111 |
| 4        | Jenson Button      | McLaren-Mercedes     | 1:24.897 | 1:24.531 | 1:24.675 |
| 5        | Felipe Massa       | Ferrari              | 1:25.548 | 1:25.010 | 1:24.837 |
| 6        | Nico Rosberg       | Mercedes             | 1:24.788 | 1:24.788 | 1:24.884 |
| 7        | Michael Schumacher | Mercedes             | 1:25.351 | 1:24.871 | 1:24.927 |
| 8        | Rubens Barrichello | Williams-Cosworth    | 1:25.702 | 1:25.085 | 1:25.217 |
| 9        | Robert Kubica      | Renault              | 1:25.588 | 1:25.122 | 1:25.372 |
| 10       | Adrian Sutil       | Force India-Mercedes | 1:25.504 | 1:25.046 | 1:26.036 |
| 11       | Lewis Hamilton     | McLaren-Mercedes     | 1:25.046 | 1:25.184 |          |
| 12       | Sébastien Buemi    | Toro Rosso-Ferrari   | 1:26.061 | 1:25.638 |          |
| 13       | Vitantonio Liuzzi  | Force India-Mercedes | 1:26.170 | 1:25.743 |          |
| 14       | Pedro de la Rosa   | Sauber-Ferrari       | 1:26.089 | 1:25.747 |          |
| 15       | Nico Hülkenberg    | Williams-Cosworth    | 1:25.866 | 1:25.748 |          |
| 16       | Kobajasi Kamui     | Sauber-Ferrari       | 1:26.251 | 1:25.777 |          |
| 17       | Jaime Alguersuari  | Toro Rosso-Ferrari   | 1:26.095 | 1:26.089 |          |
| 18       | Vitalij Petrov     | Renault              | 1:26.471 |          |          |
| 19       | Heikki Kovalainen  | Lotus-Cosworth       | 1:28.797 |          |          |
| 20       | Jarno Trulli       | Lotus-Cosworth       | 1:29.111 |          |          |
| 21       | Timo Glock         | Virgin-Cosworth      | 1:29.592 |          |          |
| 22       | Lucas di Grassi    | Virgin-Cosworth      | 1:30.185 |          |          |
| 23       | Bruno Senna        | HRT-Cosworth         | 1:30.526 |          |          |
| 24       | Karun Chandhok     | HRT-Cosworth         | 1:30.613 |          |          |

## Futam
Az ausztrál nagydíj futama március 28-án, vasárnap, közép-európai idő szerint 08:00 órakor rajtolt.
Mivel a pálya nedves volt a rajtnál, megengedték a versenyzőknek, hogy gumit cseréljenek autóikon, mindenki az intermediate-eket választotta. Az első kanyarban Jenson Button és Fernando Alonso akadt össze, de Michael Schumacher is belekeveredett az incidensbe. A spanyol megpördülése után a mezőny végére esett vissza, Schumacher első szárnya pedig megsérült és kiállt a boxba. A száradó pályán Button állt ki először száraz gumikért, ami remek döntésnek bizonyult. Miután mindenki új gumikra váltott, a brit a második helyen haladt. A vezető Sebastian Vettel a 25. körben bal első kerekének hibája miatt kicsúszott és kiesett. A harmadik helyen autózó Felipe Massa mögé felért Alonso, majd Lewis Hamilton és Mark Webber, de megelőzniük nem sikerült a brazilt. A futam végén Webber ütközött Hamiltonnal, de mindketten be tudták fejezni a versenyt. Button 12 másodperccel győzött Robert Kubica és Massa előtt.
| Helyezés | Rajtszám | Versenyző          | Csapat/Motor         | Futott kör | Idő/Kiesés oka | Rajthely | Pont |
| -------- | -------- | ------------------ | -------------------- | ---------- | -------------- | -------- | ---- |
| 1        | 1        | Jenson Button      | McLaren-Mercedes     | 58         | 1h33:36,531    | 4        | 25   |
| 2        | 11       | Robert Kubica      | Renault              | 58         | + 12,034       | 9        | 18   |
| 3        | 7        | Felipe Massa       | Ferrari              | 58         | + 14,488       | 5        | 15   |
| 4        | 8        | Fernando Alonso    | Ferrari              | 58         | + 16,304       | 3        | 12   |
| 5        | 4        | Nico Rosberg       | Mercedes             | 58         | + 16,683       | 6        | 10   |
| 6        | 2        | Lewis Hamilton     | McLaren-Mercedes     | 58         | + 29,898       | 11       | 8    |
| 7        | 15       | Vitantonio Liuzzi  | Force India-Mercedes | 58         | + 59,847       | 13       | 6    |
| 8        | 9        | Rubens Barrichello | Williams-Cosworth    | 58         | + 1:00,536     | 8        | 4    |
| 9        | 6        | Mark Webber        | Red Bull-Renault     | 58         | + 1:07,319     | 2        | 2    |
| 10       | 3        | Michael Schumacher | Mercedes             | 58         | + 1:09,391     | 7        | 1    |
| 11       | 17       | Jaime Alguersuari  | Toro Rosso-Ferrari   | 58         | + 1:11,301     | 17       |      |
| 12       | 22       | Pedro de la Rosa   | Sauber-Ferrari       | 58         | + 1:14,084     | 14       |      |
| 13       | 19       | Heikki Kovalainen  | Lotus-Cosworth       | 56         | + 2 kör        | 19       |      |
| 14       | 20       | Karun Chandhok     | HRT-Cosworth         | 53         | + 5 kör        | 22       |      |
| ki       | 24       | Timo Glock         | Virgin-Cosworth      | 41         | felfüggesztés  | 23       |      |
| ki       | 25       | Lucas di Grassi    | Virgin-Cosworth      | 26         | hidraulika     | 24       |      |
| ki       | 5        | Sebastian Vettel   | Red Bull-Renault     | 25         | kicsúszás      | 1        |      |
| ki       | 14       | Adrian Sutil       | Force India-Mercedes | 9          | erőforrás      | 10       |      |
| ki       | 12       | Vitalij Petrov     | Renault              | 9          | kicsúszás      | 18       |      |
| ki       | 21       | Bruno Senna        | HRT-Cosworth         | 4          | hidraulika     | 21       |      |
| ki       | 16       | Sébastien Buemi    | Toro Rosso-Ferrari   | 0          | baleset        | 12       |      |
| ki       | 10       | Nico Hülkenberg    | Williams-Cosworth    | 0          | baleset        | 15       |      |
| ki       | 23       | Kobajasi Kamui     | Sauber-Ferrari       | 0          | baleset        | 16       |      |
| ni       | 18       | Jarno Trulli       | Lotus-Cosworth       | 0          | hidraulika     | 20       |      |

## A világbajnokság állása a verseny után
| H   | Versenyzők         | Pont | H   | Konstruktőrök        | Pont |
| --- | ------------------ | ---- | --- | -------------------- | ---- |
| 1.  | Fernando Alonso    | 37   | 1.  | Ferrari              | 70   |
| 2.  | Felipe Massa       | 33   | 2.  | McLaren-Mercedes     | 54   |
| 3.  | Jenson Button      | 31   | 3.  | Mercedes             | 29   |
| 4.  | Lewis Hamilton     | 23   | 4.  | Renault              | 18   |
| 5.  | Nico Rosberg       | 20   | 5.  | Red Bull-Renault     | 18   |
| 6.  | Robert Kubica      | 18   | 6.  | Force India-Mercedes | 8    |
| 7.  | Sebastian Vettel   | 12   | 7.  | Williams-Cosworth    | 5    |
| 8.  | Michael Schumacher | 9    | 8.  | Toro Rosso-Ferrari   | 0    |
| 9.  | Vitantonio Liuzzi  | 8    | 9.  | Sauber-Ferrari       | 0    |
| 10. | Mark Webber        | 6    | 10. | Lotus-Cosworth       | 0    |

(A teljes táblázat)

## Statisztikák
Vezető helyen:
- Sebastian Vettel : 23 (1-8 / 11-25)
- Mark Webber : 2 (9-10)
- Jenson Button : 33 (26-58)

Jenson Button 8. győzelme, Sebastian Vettel 7. pole pozíciója, Mark Webber 4. leggyorsabb köre.
- McLaren 165. győzelme.